# Leokadia Oręziak
Leokadia Oręziak z d. Osipiuk (ur. 9 września 1954 w Krzywcu) – polska ekonomistka, profesor nauk ekonomicznych, profesor zwyczajna i kierownik Katedry Finansów Międzynarodowych Szkoły Głównej Handlowej w Warszawie. Specjalistka z dziedziny finansów międzynarodowych, rynku finansowego, integracji europejskiej, finansów publicznych oraz systemu emerytalnego.

## Życiorys
Ukończyła studia na Wydziale Handlu Zagranicznego SGPiS. Habilitowała się w 1992 na podstawie dorobku naukowego i rozprawy pt. Integracja walutowa w ramach Europejskiej Wspólnoty Gospodarczej. W 2000 uzyskała tytuł profesora nauk ekonomicznych. Odbyła studia i staże zagraniczne m.in. w Université de Paris I, Centre International de Formation Européenne (Francja), Europäische Akademie Bayern (Niemcy) i Collège Universitaire d'Etudes Fédéralistes (Włochy).
Jako ekspertka Sejmu oraz instytucji rządowych przygotowywała opracowania dotyczące integracji Polski z Unią Europejską, bilansu płatniczego, kursu walutowego i budżetu państwa. Przygotowała także opinię do ustawy wprowadzającej zmiany w OFE, uchwalonej przez Sejm RP 25 marca 2011. Jej książka „OFE. Katastrofa prywatyzacji emerytur w Polsce” uzyskała w 2014 pierwsze miejsce w konkursie Economicus na najlepszą książkę szerzącą wiedzę ekonomiczną.
W latach 2014–2015 była członkinią Prezydenckiej Komisji Doradczej ds. Systemu Emerytalnego w Chile (Comisión Asesora Presidencial sobre el Sistema de Pensiones), powołanej przez prezydent Chile Michelle Bachelet. Opracowana przez nią koncepcja przywrócenia w Chile publicznego repartycyjnego systemu emerytalnego jest jedną z trzech głównych koncepcji reformy tego systemu przedstawionych w raporcie Komisji, opublikowanym we wrześniu 2015.

## Wybrane publikacje
W dorobku publikacyjnym L. Oręziak znajdują się m.in.:
- Rynek ubezpieczeniowy Unii Europejskiej, Oficyna Wydawnicza SGH, Warszawa 1997
- Polityka pieniężna krajów Unii Europejskiej w perspektywie Unii Gospodarczej i Walutowej, „Bank i Kredyt”, nr 6/1998.
- Euro – nowy pieniądz. Wydawnictwa Naukowe PWN, Warszawa 1998 (wyd. II 2003 r.)
- Finanse Unii Europejskiej, Wydawnictwo Naukowe PWN, Warszawa 2004 (wyd. II 2009)
- Doświadczenia krajów strefy euro w zwalczaniu deficytów budżetowych, „Bank i Kredyt” (Narodowy Bank Polski) nr 8/2004
- Budgetary Policy, Poland. International Economic Report, 2004/2005, World Economy Research Institute, Warsaw School of Economics, Warsaw 2005, s. 37–45.
- Reforma Paktu Stabilności i Wzrostu i jej potencjalne konsekwencje, „Bank i Kredyt” (Narodowy Bank Polski) nr 7/ 2005
- Die polnische Wirtschaft auf dem Weg zur Eurozone, [w:] Das neue Polen in Europa. Politik, Recht, Wirtschaft, Gesellschaft, pod red. Franz merli, Gergard Wagner, Wyd. Studien Verlag, Innsbruck, Wien, Bozen 2006, s. 341–354
- System Rezerwy Federalnej jako bank centralny Stanów Zjednoczonych, „Bank i Kredyt” (Narodowy Bank Polski) nr 9/2006
- Konkurencja podatkowa i harmonizacja podatków w ramach Unii Europejskiej. Wyd. WSHiP-Elipsa, Warszawa 2007
- Zlikwidować OFE, „Polityka” nr 5, 2010
- Restrukturyzacja długu jako potencjalny skutek zadłużenia niektórych krajów strefy euro, „Sprawy Międzynarodowe”, kwiecień-czerwiec nr 2/2011
- Ryzyko rozpadu strefy euro. Rola Europejskiego Banku Centralnego w łagodzeniu kryzysu zadłużenia publicznego, „Sprawy Międzynarodowe” nr 2/2012
- OFE w Polsce – produkt ekspansji globalnych instytucji finansowych, „Polityka Społeczna” nr 11–12/2012
- Otwarte Fundusze Emerytalne – refleksje na marginesie polskiego wydania książki Mitchella Orensteina Prywatyzacja emerytur, „Ekonomista” nr 6/2012
- Kryzys finansów publicznych. Przyczyny, mechanizmy, drogi wyjścia, red. L. Oręziak, D. Rosati, Uczelnia Łazarskiego, 2013
- Open pension funds in Poland: the effect of the pension privatization process, „International Journal of Management and Economics” nr 38/2013
- OFE. Katastrofa prywatyzacji emerytur w Polsce, Instytut Wydawniczy Książka i Prasa, Warszawa 2014
- Otwarte fundusze emerytalne – zagrożenie dla finansów publicznych i emerytur w Polsce, [w:] Determinanty rozwoju Polski. Finanse publiczne, redakcja naukowa Stanisław Owsiak, Polskie Towarzystwo Ekonomiczne, IX Kongres Ekonomistów Polskich, Warszawa 2015
- Potencjalne konsekwencje TTIP, „Sprawy Międzynarodowe” nr 2/2015,
- TTIP – Transatlantyckie Partnerstwo w sprawie Handlu i Inwestycji – źródłem zagrożeń dla gospodarki i społeczeństwa, „Studia z Polityki Publicznej – Public Policy Studies” nr 4(8) 2015
- Propuesta Global C: Reconstruyendo el Sistiema Público de Reparto en Chile – Informe Final, Comisión Asesora Presidencial sobre el Sistiema de Pensiones (Global Proposal C – Rebuilding the public PAYG system in Chile – Final Report, Presidential Advisory Commission on the Pension System), Santiago de Chile, 2015[6]
- Międzynarodowa pozycja euro, portal NBP[7]
- Reconstruyendo el sistema público de reparto en Chile, „Palabra Publica” (Universidad de Chile) no. 2, Septiembre 2016[8][9]
- Finanse Unii Europejskiej i strefy euro, Oficyna Wydawnicza SGH, Warszawa 2020, ISBN 978-83-8030-356-0.
- Prywatyzacja emerytur, Wydawnictwo Naukowe PWN, Warszawa 2021, ISBN 978-83-01-21744-0.
- Pension Fund Capitalism. The Privatization of Pensions in Developed and Developing Countries, Routledge, London & New York 2022, ISBN 9781032078601.
- Wyzwania związane z finansowaniem wydatków na obronę przez europejskie państwa NATO, „Sprawy Międzynarodowe” nr 1/2024[10]
- Lessons That Poland Can Learn From Brexit, „Studia Europejskie – Studies in European Affairs” No. 2/2024[11]

## Odznaczenia
- Srebrny Krzyż Zasługi
- Złoty Krzyż Zasługi (2002)[1][12]